# Alex Ribeiro (surfista)
Alex Ribeiro (Praia Grande, 19 de outubro de 1989) é um surfista profissional brasileiro que está na ASP World Tour.

## Carreira
Alex Ribeiro foi campeão de três eventos no World Men's Qualifying Series (WQS) e conseguiu a vaga para a elite do ASP World Tour em 2016.

## Títulos
| Vitórias no WQS |                          |                             |           |
| Ano             | Evento                   | Local                       | País      |
| 2014            | Rip Curl Pro Stamina     | Mar del Plata, Buenos Aires | Argentina |
| 2014            | Mahalo Surf Eco Festival | Itacaré, Bahia              | Brasil    |
| 2015            | Saquarema Pro            | Saquarema, Rio de Janeiro   | Brasil    |